# Jaime Escudé
Jaime Escudé Torrente (nacido el 14 de abril de 1962 en Tarrasa, Provincia de Barcelona, España) es un jugador de hockey sobre hierba español. Disputó los Juegos Olímpicos de Seúl 1988  con España, obteniendo un noveno puesto. Sus hermanos Nani Escudé y Xavi Escudé y su sobrino Santi Freixa también fueron jugadores de hockey sobre hierba e internacionales por España.

## Participaciones en Juegos Olímpicos
- Seúl 1988, puesto 9.